# Nevele
Nevele är en tidigare kommun i Belgien.   Den ligger i provinsen Östflandern och regionen Flandern, i den nordvästra delen av landet, 60 km väster om huvudstaden Bryssel. Antalet invånare är 11 902. Nevele inkorporerades den 1 januari 2019 i Deinze.
Omgivningarna runt Nevele är en mosaik av jordbruksmark och naturlig växtlighet. Runt Nevele är det mycket tätbefolkat, med 1 361 invånare per kvadratkilometer.